# Snejbjerg Sogn
Snejbjerg Sogn er et sogn i Herning Nordre Provsti (Viborg Stift).
I 1800-tallet var Tjørring Sogn anneks til Snejbjerg Sogn. Begge sogne hørte til Hammerum Herred i Ringkøbing Amt. Snejbjerg-Tjørring sognekommune blev senere delt i to, og Tjørring blev indlemmet i Herning, mens den endnu var købstad. Snejbjerg blev ved kommunalreformen i 1970 indlemmet i Herning Kommune.
I Snejbjerg Sogn ligger Snejbjerg Kirke. I 1919 blev Haunstrup Kirke og i 1920 blev Studsgård Kirke indviet som filialkirker til Snejbjerg Kirke. Studsgård og Havnstrup blev kirkedistrikter i Snejbjerg Sogn. I 1922 blev de udskilt som det selvstændige Studsgård-Haunstrup Sogn, der i 1958 blev delt i Studsgård Sogn og Haunstrup Sogn.
I sognet findes følgende autoriserede stednavne:
- Amtrup (bebyggelse, ejerlav)
- Fonvad (bebyggelse)
- Gødstrup (bebyggelse)
- Gødstrup Sø (vandareal)
- Helstrup (bebyggelse)
- Hundkær (bebyggelse, ejerlav)
- Krogstrup (bebyggelse, ejerlav)
- Langvadbjerg (bebyggelse)
- Lund Mølle (bebyggelse)
- Næstholt (bebyggelse, ejerlav)
- Skibbild Sønderbæk (vandareal)
- Snejbjerg (bebyggelse, ejerlav)
- Snerlund (bebyggelse)
- Solskov Bjerg (areal)
- Tovstrup (bebyggelse, ejerlav)
- Ørskov (bebyggelse, ejerlav)